# بلانتشن موبيل هوم بارك (فلوريدا)
بلانتشن موبيل هوم بارك (بالإنجليزية: Plantation Mobile Home Park CDP, Florida)‏ هي منطقة سكنية تقع بولاية فلوريدا في الولايات المتحدة. تبلغ مساحتها 0.68 كم2، وترتفع عن سطح البحر 5 م، بلغ عدد سكانها 1,260 نسمة في عام 2010 حسب إحصاء مكتب تعداد الولايات المتحدة وتصل الكثافة السكانية فيها 1,852.9 نسمة لكل كيلومتر مربع (4,799.0/ميل2).

## التركيبة السكانية
حدّد مكتب تعداد الولايات المتحدة بيانات التركيبة السكانية لبلانتشن موبيل هوم بارك في تعداد الولايات المتحدة. في ما يلي، التركيبة السكانية حسب تعدادي 2000 و2010.

### تعداد عام 2000
بلغ عدد سكان بلانتشن موبيل هوم بارك 1,218 نسمة بحسب تعداد عام 2000، وبلغ عدد الأسر 490 أسرة وعدد العائلات 293 عائلة مقيمة في المنطقة السكنية. في حين سجلت الكثافة السكانية 1,791.2 نسمة لكل كيلومتر مربع (4,639.2/ميل2). وبلغ عدد الوحدات السكنية 531 وحدة بمتوسط كثافة قدره 780.9 لكل كيلومتر مربع (2,022.5/ميل2).
وتوزع التركيب العرقي للمنطقة السكنية بنسبة 73.65% من البيض و13.14% من الأمريكيين الأفارقة و0.25% من الأمريكيين الأصليين و0.41% من الأمريكيين ذوي الأصول الآسيوية و0.16% من سكان جزر المحيط الهادئ و6.65% من الأعراق الأخرى و5.75% من عرقين مختلطين أو أكثر و17.41% من الهسبانيون أو اللاتينيون من أي عرق.
بلغ عدد الأسر 490 أسرة كانت نسبة 35.1% منها لديها أطفال تحت سن الثامنة عشر تعيش معهم، وبلغت نسبة الأزواج القاطنين مع بعضهم البعض 33.3% من أصل المجموع الكلي للأسر، ونسبة 20% من الأسر كان لديها معيلات من الإناث دون وجود شريك، بينما كانت نسبة 6.5% من الأسر لديها معيلون من الذكور دون وجود شريكة وكانت نسبة 40.2% من غير العائلات. تألفت نسبة 29.8% من أصل جميع الأسر من عدة أفراد يعيشون في نفس المنزل ونسبة 8.6% كانت تتألف من شخص يعيش بمفرده يبلغ من العمر 65 عاماً أو أكثر. وبلغ متوسط حجم الأسرة المعيشية 2.49، أما متوسط حجم العائلات فبلغ 3.07.
بلغ العمر الوسطي للسكان 34.2 عاماً. وكانت نسبة 27.8% من القاطنين تحت سن الثامنة عشر، وكانت نسبة 8.9% بين الثامنة عشر والرابعة والعشرين عاماً، ونسبة 33.8% كانت واقعةً في الفئة العمرية ما بين الخامسة والعشرين والرابعة والأربعين عاماً، ونسبة 19.4% كانت ما بين الخامسة والأربعين والرابعة والستين، ونسبة 10.2% كانت ضمن فئة الخامسة والستين عاماً فما فوق. يوجد لكل 100 أنثى 100.3 ذكر، ويوجد لكل 100 أنثى في الثامنة عشر من عمرها فما فوق 97.3 ذكر.
بلغ متوسط دخل الأسرة في المنطقة السكنية 32,734 دولارًا، أما متوسط دخل العائلة فبلغ 32,963 دولارًا. وكان متوسط دخل الذكور 30,856 دولارًا مقابل 20,724 دولارًا للإناث. وسجل دخل الفرد الخاص بالمنطقة السكنية 13,325 دولارًا. وكانت نسبة 17.5% من العائلات ونسبة 20.8% من السكان تحت خط الفقر، وكان من هؤلاء نسبة 36.7% تحت سن الثامنة عشر ونسبة 11.2% في الخامسة والستين من العمر وما فوق.

### تعداد عام 2010
بلغ عدد سكان بلانتشن موبيل هوم بارك 1,260 نسمة بحسب تعداد عام 2010، وبلغ عدد الأسر 437 أسرة وعدد العائلات 275 عائلة مقيمة في المنطقة السكنية. في حين سجلت الكثافة السكانية 1,852.9 نسمة لكل كيلومتر مربع (4,799.0/ميل2). وبلغ عدد الوحدات السكنية 486 وحدة بمتوسط كثافة قدره 714.7 لكل كيلومتر مربع (1,851.1/ميل2).
وتوزع التركيب العرقي للمنطقة السكنية بنسبة 64.52% من البيض و14.37% من الأمريكيين الأفارقة و0.56% من الأمريكيين الأصليين و1.27% من الأمريكيين ذوي الأصول الآسيوية و0.16% من سكان جزر المحيط الهادئ و15% من الأعراق الأخرى و4.13% من عرقين مختلطين أو أكثر و38.97% من الهسبانيون أو اللاتينيون من أي عرق.
بلغ عدد الأسر 437 أسرة كانت نسبة 37.5% منها لديها أطفال تحت سن الثامنة عشر تعيش معهم، وبلغت نسبة الأزواج القاطنين مع بعضهم البعض 36.4% من أصل المجموع الكلي للأسر، ونسبة 17.8% من الأسر كان لديها معيلات من الإناث دون وجود شريك، بينما كانت نسبة 8.7% من الأسر لديها معيلون من الذكور دون وجود شريكة وكانت نسبة 37.1% من غير العائلات. تألفت نسبة 24.5% من أصل جميع الأسر من عدة أفراد يعيشون في نفس المنزل ونسبة 6.6% كانت تتألف من شخص يعيش بمفرده يبلغ من العمر 65 عاماً أو أكثر. وبلغ متوسط حجم الأسرة المعيشية 2.88، أما متوسط حجم العائلات فبلغ 3.38.
بلغ العمر الوسطي للسكان 34.1 عاماً. وكانت نسبة 24.1% من القاطنين تحت سن الثامنة عشر، وكانت نسبة 10.6% بين الثامنة عشر والرابعة والعشرين عاماً، ونسبة 31.1% كانت واقعةً في الفئة العمرية ما بين الخامسة والعشرين والرابعة والأربعين عاماً، ونسبة 26.9% كانت ما بين الخامسة والأربعين والرابعة والستين، ونسبة 7.3% كانت ضمن فئة الخامسة والستين عاماً فما فوق. وتوزع التركيب الجنسي للسكان بنسبة 51.2% ذكور و48.8% إناث.